# Selección femenina de fútbol sub-23 de Inglaterra
La selección femenina de fútbol sub-23 de Inglaterra (en inglés: England women's national under-23 football team) es un equipo de fútbol ahora desaparecido operado bajo el control de Asociación Inglesa de Fútbol hasta 2018. El equipo ahora opera como la selección femenina de fútbol sub-21 de Inglaterra.
Su función principal fue el desarrollo de jugadoras en preparación para la selección femenina de fútbol de Inglaterra. Siempre que fueran elegibles, los jugadores podían jugar para Inglaterra en cualquier nivel, lo que hace posible jugar para la Sub-23, la selección absoluta y nuevamente para la Sub-23, como lo han hecho recientemente Natasha Dowie, Rachel Williams y Danielle Buet. En 2005 Casey Stoney jugó para el equipo en la Copa Nórdica, a pesar de tener ya 30 partidos internacionales en la categoría absoluta. También es posible jugar para un país a nivel juvenil y otro a nivel senior (siempre que el jugador sea elegible). Helen Lander y Kylie Davies decidieron jugar para Gales en la categoría absoluta después de jugar para Inglaterra Sub-23, mientras que Sophie Perry eligió jugar para Irlanda.

## Historia

### Comienzos
En febrero de 1987, la Asociación de Fútbol Femenino (WFA) nombró a Liz Deighan para dirigir un equipo nacional femenino sub-21. Deighan había sido un centrocampista estrella en el equipo de Inglaterra que llegó a la Competición Europea de Fútbol Femenino 1984. Cuatro años después, Deighan no fue reelegido y John Bilton asumió el cargo. El equipo se retiró poco después porque la WFA se había quedado sin dinero. Ocho de los equipos de Inglaterra en la Copa Mundial Femenina de Fútbol de 1995 habían pasado por la selección sub-21 de Deighan, incluidos Pauline Cope, Karen Burke y Louise Waller.

### Equipo sancionado por la FA
En el verano de 2004, la Asociación de Fútbol (FA) decidió reconstituir la selección sub-21 con el fin de dar a las mujeres un nivel de juego más alto y prepararlas mejor para la selección nacional completa. La directora senior del equipo, Hope Powell, llevó a cabo un campamento de cuatro días en Shropshire y anunció: "Este es un gran paso adelante para nuestros equipos internacionales y cerrará la brecha entre los niveles Sub-19 y Senior. Hemos estado observando a jugadores en este rango de edad durante los últimos seis meses y con la ayuda de los clubes creo que podemos hacer de esto un verdadero éxito". Powell instaló a su asistente de tiempo completo con el equipo senior, Brent Hills, como entrenador del equipo, que permaneció en la selección sub-21 desde 2004 hasta 2008.

### Competir como equipo sub-23
En 2008, el cambio de la selección juvenil femenina de Inglaterra pasó a la categoría Sub-23. La decisión fue adoptada por la FA en respuesta a los cambios de nivel de edad que la FIFA había realizado en su competición juvenil femenina más antigua, ahora denominada Copa Mundial Femenina de Fútbol Sub-20. Se elevó el límite de edad de un torneo sub-19 a un torneo sub-20. Este ajuste, junto con un límite de edad sub-23 recientemente introducido en la Copa Nórdica, llevó a la FA a repensar y eventualmente cambiar el equipo de desarrollo juvenil. El equipo sigue sirviendo como un trampolín para las jugadoras de la selección nacional femenina de Inglaterra.. Brent Hills explicó que se había convertido en un desafío entrar en el equipo senior: "Cuando comencé, si eras un joven de 18 años extremadamente talentoso, es posible que hayas podido ingresar al equipo senior. un ejemplo, Fara Williams. Tendría que ser la próxima Kelly Smith ahora para poder hacer eso".
Inglaterra sub-23 no tenía un hogar permanente. Cuando Inglaterra organizó un torneo en 2010, el evento se llevó a cabo en la Universidad de Warwick, donde fue posible asistir y ver sin boleto. Debido a la menor demanda en comparación con el equipo nacional femenino senior, se podrían utilizar terrenos mucho más pequeños.
El último torneo competitivo del equipo fue el Torneo de las Cuatro Naciones de 2012, en el que Inglaterra terminó en tercer lugar. También compitieron en una variedad de competencias, incluida la Copa Nórdica anual , que anteriormente era la competencia principal para este grupo de edad.

### Mover al sistema sub-21
En un intento por ayudar mejor a la transición entre la vía juvenil y el fútbol senior, la FA anunció en septiembre de 2018 que estaban eliminando los niveles sub-23 y sub-20 para formar la Sub-21, que se convertiría en el nivel superior de la clasificación. fase de desarrollo profesional de la nación. La medida alinearía la estructura de Inglaterra con la utilizada en otros países europeos para permitir más juegos apropiados para la edad y administrar mejor el desarrollo de los jugadores individuales después de la Copa del Mundo U20 para aquellos que tienen un verdadero potencial de equipo senior. El entonces entrenador de la Sub-20, Mo Marley, fue anunciado como entrenador en jefe.

## Jugadoras

### Equipo actual
Último equipo sub-23 competirán en el Copa Nórdica en Noruega contra las selecciones Sub-23 de  Suecia,  Estados Unidos y  Noruega del 6 al 12 de junio de 2017.
| No. | Pos.           | Jugador              | Fecha de nacimiento (edad)         | Pdos. | Goles | Club            |
|     | Portero        | Sophie Baggaley      | 29 de noviembre de 1996 (20 años)  | 10    | 0     | Birmingham City |
|     | Portero        | Megan Walsh          | 12 de noviembre de 1994 (22 años)  | 3     | 0     | Yeovil Town     |
|     | Defensa        | Hannah Blundell      | 25 de mayo de 1994 (22 años)       | 15    | 1     | Chelsea         |
|     | Defensa        | Aoife Mannion        | 24 de septiembre de 1995 (21 años) | 10    | 0     | Birmingham City |
|     | Defensa        | Paige Williams       | 10 de marzo de 1995 (22 años)      | 8     | 1     | Birmingham City |
|     | Defensa        | Jessica Carter       | 27 de octubre de 1997 (19 años)    | 4     | 0     | Birmingham City |
|     | Defensa        | Molly Bartrip        | 1 de junio de 1996 (21 años)       | 3     | 0     | Reading         |
|     | Defensa        | Meaghan Sargeant     | 16 de marzo de 1994 (23 años)      | 3     | 0     | Birmingham City |
|     | Defensa        | Gabrielle George     | 2 de febrero de 1997 (20 años)     | 5     | 1     | Everton         |
|     | Centrocampista | Jodie Brett          | 9 de marzo de 1996 (21 años)       | 6     | 0     | Birmingham City |
|     | Centrocampista | Leah Williamson      | 29 de marzo de 1997 (20 años)      | 6     | 0     | Arsenal         |
|     | Centrocampista | Abbey-Leigh Stringer | 17 de mayo de 1995 (22 años)       | 2     | 0     | Birmingham City |
|     | Centrocampista | Sarah Mayling        | 20 de marzo de 1997 (20 años)      | 1     | 0     | Birmingham City |
|     | Centrocampista | Millie Turner        | 7 de julio de 1996 (20 años)       | 1     | 0     | Bristol City    |
|     | Centrocampista | Keira Walsh          | 8 de abril de 1997 (20 años)       | 4     | 0     | Manchester City |
|     | Delantero      | Melissa Lawley       | 28 de abril de 1994 (23 años)      | 14    | 3     | Manchester City |
|     | Delantero      | Bethany England      | 3 de junio de 1994 (23 años)       | 12    | 4     | Chelsea         |
|     | Delantero      | Claudia Walker       | 10 de junio de 1996 (20 años)      | 5     | 2     | Everton         |
|     | Delantero      | Freda Ayisi          | 21 de octubre de 1994 (22 años)    | 5     | 0     | Birmingham City |
|     | Delantero      | Beth Mead            | 9 de mayo de 1995 (22 años)        | 5     | 2     | Arsenal         |

1. ↑  Association, The Football. «Nordic challenge for U21s». www.thefa.com (en inglés). Consultado el 5 de abril de 2021.
2. ↑  Lopez, Sue (1997). Women on the ball : a guide to women's football. Scarlet Press. p. 68. ISBN 1-85727-021-5. OCLC 36840388. Consultado el 5 de abril de 2021.
3. ↑  «Fútbol: Heatherson busca el lugar de Inglaterra». www.echo-news.co.uk. Consultado el 5 de abril de 2021.
4. ↑  Association, The Football. «U23s begin 'rigorous programme». www.thefa.com (en inglés). Consultado el 5 de abril de 2021.
5. ↑  Association, The Football. «Eight Blues in U23s squad». www.thefa.com (en inglés). Consultado el 5 de abril de 2021.

- Datos: Q5378068